# Fußball-Regionalliga 1999-2000
La Regionalliga 1999-2000 è la 6ª edizione del campionato di calcio tedesco di terza divisione ad avere questa denominazione.

## Stagione
La stagione 1999-2000 di Regionalliga si concluse con la promozione di Osnabrück, Saarbrücken, LR Ahlen e Reutlingen in 2. Bundesliga.

## Regionalliga nord

### Squadre partecipanti
| Club                   | Stagione | Città         | Stadio | Stagione precedente                                    |
| ---------------------- | -------- | ------------- | ------ | ------------------------------------------------------ |
| Amburgo II             | dettagli | Amburgo       |        | 15° in Regionalliga nord                               |
| Arminia Hannover       | dettagli | Hannover      |        | 13° in Regionalliga nord                               |
| Bremerhaven FC         | dettagli | Bremerhaven   |        | 2° in Oberliga Nord, girone Bassa Sassonia/Brema       |
| Cloppenburg            | dettagli | Cloppenburg   |        | 10° in Regionalliga nord                               |
| Eintracht Braunschweig | dettagli | Braunschweig  |        | 3° in Regionalliga nord                                |
| Eintracht Nordhorn     | dettagli | Nordhorn      |        | 5° in Regionalliga nord                                |
| Göttingen              | dettagli | Gottinga      |        | 1° in Oberliga Nord, girone Bassa Sassonia/Brema       |
| Holstein Kiel          | dettagli | Kiel          |        | 14° in Regionalliga nord                               |
| Lubecca                | dettagli | Lubecca       |        | 2° in Regionalliga nord                                |
| Lüneburger             | dettagli | Luneburgo     |        | 8° in Regionalliga nord                                |
| Meppen                 | dettagli | Meppen        |        | 11° in Regionalliga nord                               |
| Norderstedt            | dettagli | Norderstedt   |        | 12° in Regionalliga nord                               |
| Oldenburg              | dettagli | Oldenburg     |        | 9° in Regionalliga nord                                |
| Osnabrück              | dettagli | Osnabrück     |        | 1° in Regionalliga nord                                |
| St. Pauli II           | dettagli | Amburgo       |        | 1° in Oberliga Nord, girone Amburgo/Schleswig-Holstein |
| TuS Celle              | dettagli | Celle         |        | 6° in Regionalliga nord                                |
| Werder Brema II        | dettagli | Brema         |        | 4° in Regionalliga nord                                |
| SV Wilhelmshaven       | dettagli | Wilhelmshaven |        | 7° in Regionalliga nord                                |

### Classifica finale
|  | Pos. | Squadra                | Pt | G  | V  | N  | P  | GF | GS | DR  |
|  | ---- | ---------------------- | -- | -- | -- | -- | -- | -- | -- | --- |
|  | 1.   | Osnabrück              | 74 | 34 | 22 | 8  | 4  | 69 | 34 | +35 |
|  | 2.   | Lubecca                | 70 | 34 | 21 | 7  | 6  | 74 | 34 | +40 |
|  | 3.   | Eintracht Braunschweig | 69 | 34 | 20 | 9  | 5  | 69 | 28 | +41 |
|  | 4.   | SV Wilhelmshaven       | 68 | 34 | 21 | 5  | 8  | 62 | 38 | +24 |
|  | 5.   | Werder Brema II        | 63 | 34 | 18 | 9  | 7  | 68 | 38 | +30 |
|  | 6.   | Lüneburger             | 60 | 34 | 18 | 6  | 10 | 60 | 38 | +22 |
|  | 7.   | Cloppenburg            | 55 | 34 | 14 | 13 | 7  | 73 | 58 | +15 |
|  | 8.   | Holstein Kiel          | 51 | 34 | 14 | 9  | 11 | 62 | 57 | +5  |
|  | 9.   | Göttingen              | 45 | 34 | 13 | 6  | 15 | 58 | 63 | -5  |
|  | 10.  | Arminia Hannover       | 41 | 34 | 10 | 11 | 13 | 53 | 51 | +2  |
|  | 11.  | Meppen                 | 41 | 34 | 10 | 11 | 13 | 57 | 57 | 0   |
|  | 12.  | Norderstedt            | 36 | 34 | 10 | 6  | 18 | 47 | 64 | -17 |
|  | 13.  | Eintracht Nordhorn     | 36 | 34 | 11 | 3  | 20 | 54 | 76 | -22 |
|  | 14.  | TuS Celle              | 35 | 34 | 9  | 8  | 17 | 39 | 65 | -26 |
|  | 15.  | St. Pauli II           | 34 | 34 | 9  | 7  | 18 | 44 | 67 | -23 |
|  | 16.  | Amburgo II             | 31 | 34 | 9  | 4  | 21 | 45 | 68 | -23 |
|  | 17.  | Bremerhaven FC         | 27 | 34 | 7  | 6  | 21 | 39 | 82 | -43 |
|  | 18.  | Oldenburg              | 16 | 34 | 4  | 4  | 26 | 28 | 83 | -55 |

Legenda:
      Promosso in 2. Bundesliga 2000-2001.
  Ammesse ai play-off o ai play-out.
      Retrocessi in Oberliga 2000-2001.
Regolamento:
Tre punti a vittoria, uno a pareggio, zero a sconfitta.
In caso di arrivo di due o più squadre a pari punti, la graduatoria finale verrà stilata secondo la classifica avulsa tra le squadre interessate che prevede, in ordine, i seguenti criteri:
- Punti negli scontri diretti
- Differenza reti negli scontri diretti
- Differenza reti generale
- Reti realizzate in generale
- Sorteggio

### Tabellone
Ogni riga indica i risultati casalinghi della squadra segnata a inizio della riga, contro le squadre segnate colonna per colonna (che invece avranno giocato l'incontro in trasferta). Al contrario, leggendo la colonna di una squadra si avranno i risultati ottenuti dalla stessa in trasferta, contro le squadre segnate in ogni riga, che invece avranno giocato l'incontro in casa.
|                        | Amb  | Arm  | Bre  | Clo  | Ein  | Ein  | Göt  | Hol  | Lub  | Lün  | Mep  | Nor  | Old  | Osn  | St.  | TuS  | Wer  | Wil  |
| ---------------------- | ---- | ---- | ---- | ---- | ---- | ---- | ---- | ---- | ---- | ---- | ---- | ---- | ---- | ---- | ---- | ---- | ---- | ---- |
| Amburgo II             | –––– | 2-2  | 2-2  | 0-0  | 2-1  | 1-2  | 0-2  | 1-0  | 0-4  | 1-2  | 1-0  | 3-1  | 1-2  | 2-3  | 3-2  | 0-2  | 4-0  | 2-3  |
| Arminia Hannover       | 3-1  | –––– | 4-1  | 0-0  | 1-2  | 2-1  | 5-1  | 1-1  | 1-2  | 1-3  | 1-1  | 1-2  | 5-2  | 1-1  | 2-3  | 1-3  | 1-1  | 2-2  |
| Bremerhaven FC         | 0-2  | 1-4  | –––– | 0-2  | 0-4  | 3-3  | 2-0  | 2-5  | 0-1  | 1-0  | 2-4  | 0-3  | 2-5  | 1-4  | 2-0  | 1-1  | 3-3  | 0-1  |
| Cloppenburg            | 3-0  | 3-1  | 4-2  | –––– | 1-1  | 5-1  | 3-3  | 2-2  | 1-7  | 3-3  | 2-2  | 1-4  | 5-0  | 3-4  | 3-0  | 4-1  | 1-1  | 3-3  |
| Eintracht Braunschweig | 3-2  | 2-0  | 1-2  | 3-0  | –––– | 5-3  | 3-0  | 1-1  | 2-2  | 1-1  | 5-0  | 2-0  | 3-0  | 1-1  | 4-2  | 4-0  | 1-1  | 2-0  |
| Eintracht Nordhorn     | 3-1  | 0-3  | 3-0  | 1-5  | 1-0  | –––– | 1-2  | 2-4  | 1-2  | 1-2  | 3-1  | 3-2  | 1-0  | 2-2  | 1-0  | 4-0  | 1-2  | 0-4  |
| Göttingen              | 4-2  | 3-1  | 4-0  | 1-2  | 0-2  | 4-1  | –––– | 1-2  | 0-0  | 1-2  | 3-3  | 2-1  | 6-2  | 1-5  | 1-1  | 0-0  | 1-3  | 0-1  |
| Holstein Kiel          | 2-3  | 0-0  | 1-0  | 2-2  | 0-1  | 5-2  | 5-2  | –––– | 2-0  | 2-2  | 2-2  | 2-0  | 3-1  | 0-1  | 3-1  | 3-0  | 1-1  | 2-1  |
| Lubecca                | 3-0  | 2-1  | 3-0  | 4-1  | 1-1  | 4-2  | 0-0  | 3-1  | –––– | 1-0  | 3-0  | 4-1  | 2-0  | 0-1  | 2-1  | 5-0  | 4-3  | 0-3  |
| Lüneburg               | 2-1  | 2-0  | 6-0  | 0-1  | 0-1  | 3-1  | 1-2  | 2-0  | 0-0  | –––– | 3-1  | 0-3  | 2-0  | 3-1  | 2-0  | 4-2  | 2-4  | 0-1  |
| Meppen                 | 2-0  | 1-2  | 2-2  | 0-2  | 3-1  | 3-1  | 2-0  | 6-1  | 0-0  | 1-1  | –––– | 1-1  | 3-0  | 2-2  | 2-2  | 4-0  | 1-3  | 2-1  |
| Norderstedt            | 3-1  | 1-1  | 2-1  | 2-3  | 1-0  | 2-1  | 2-5  | 1-4  | 3-2  | 1-2  | 0-0  | –––– | 4-0  | 0-2  | 1-2  | 0-1  | 0-4  | 1-2  |
| Oldenburg              | 3-0  | 0-1  | 1-3  | 1-3  | 1-3  | 0-1  | 0-3  | 1-1  | 2-5  | 0-2  | 1-3  | 0-0  | –––– | 0-0  | 1-2  | 1-1  | 0-5  | 0-2  |
| Osnabrück              | 2-1  | 3-1  | 3-0  | 2-0  | 0-1  | 3-2  | 2-0  | 3-0  | 0-2  | 3-2  | 3-0  | 2-2  | 3-0  | –––– | 3-1  | 1-0  | 2-1  | 1-1  |
| St. Pauli II           | 1-1  | 0-0  | 1-2  | 2-2  | 0-5  | 2-2  | 0-2  | 1-3  | 3-1  | 0-1  | 4-3  | 0-0  | 3-1  | 0-3  | –––– | 4-2  | 0-3  | 1-2  |
| TuS Celle              | 0-3  | 1-1  | 0-2  | 2-2  | 2-2  | 0-1  | 3-1  | 5-0  | 3-2  | 2-2  | 1-0  | 3-2  | 1-3  | 0-1  | 1-2  | –––– | 0-0  | 0-2  |
| Werder Brema II        | 2-1  | 1-2  | 0-0  | 1-1  | 0-0  | 2-1  | 5-0  | 3-1  | 0-2  | 1-0  | 2-1  | 4-0  | 1-0  | 4-2  | 2-1  | 3-0  | –––– | 1-2  |
| Wilhelmshaven          | 4-1  | 2-1  | 3-2  | 2-0  | 0-1  | 2-1  | 1-3  | 3-1  | 1-1  | 0-3  | 2-1  | 5-1  | 3-0  | 0-0  | 1-2  | 0-2  | 2-1  | –––– |

## Regionalliga nordest

### Squadre partecipanti
| Club                            | Stagione | Città            | Stadio                                             | Stagione precedente                 |
| ------------------------------- | -------- | ---------------- | -------------------------------------------------- | ----------------------------------- |
| Babelsberg                      | dettagli | Potsdam          | Stadio Karl Liebknecht                             | 15° in Regionalliga nordest         |
| Carl Zeiss Jena                 | dettagli | Jena             | Ernst-Abbe-Sportfeld                               | 9° in Regionalliga nordest          |
| BFC Dynamo                      | dettagli | Berlino          | Friedrich-Ludwig-Jahn-Sportpark                    | 8° in Regionalliga nordest          |
| Dinamo Dresda                   | dettagli | Dresda           | Rudolf-Harbig-Stadion                              | 11° in Regionalliga nordest         |
| Dresdner SC                     | dettagli | Dresda           | Heinz-Steyer-Stadion                               | 13° in Regionalliga nordest         |
| Eisenhüttenstädter Stahl        | dettagli | Eisenhüttenstadt | Sportanlage der Hüttenwerker                       | 17° in Regionalliga nordest         |
| Erzgebirge Aue                  | dettagli | Aue-Bad Schlema  | Erzgebirgsstadion                                  | 7° in Regionalliga nordest          |
| VfL Halle 1896                  | dettagli | Halle            | HWG-Stadion am Zoo                                 | 1° in Oberliga nordest, girone sud  |
| Hertha Berlino II               | dettagli | Berlino          | Stadion auf dem Wurfplatz                          | 1° in Oberliga nordest, girone nord |
| Lok Stendal                     | dettagli | Stendal          | Wilhelm-Helfers-Kampfbahn                          | 12° in Regionalliga nordest         |
| Magdeburgo                      | dettagli | Magdeburgo       | Ernst-Grube-Stadion                                | 3° in Regionalliga nordest          |
| Plauen                          | dettagli | Plauen           | Vogtlandstadion                                    | 5° in Regionalliga nordest          |
| Rot-Weiß Erfurt                 | dettagli | Erfurt           | Steigerwaldstadion                                 | 10° in Regionalliga nordest         |
| Sachsen Lipsia                  | dettagli | Lipsia           | Alfred-Kunze-Sportpark                             | 14° in Regionalliga nordest         |
| Template:Calcio TeBe Berlino II | dettagli | Berlino          | Mommsenstadion                                     | 2° in Oberliga nordest, girone nord |
| Union Berlino                   | dettagli | Berlino          | Ernst-Abbe-Sportfeld Stadio An der Alten Försterei | 6° in Regionalliga nordest          |
| VfB Lipsia                      | dettagli | Lipsia           | Bruno-Plache-Stadion Vogtlandstadion               | 2° in Regionalliga nordest          |
| Zwickau                         | dettagli | Zwickau          | Westsachsenstadion                                 | 4° in Regionalliga nordest          |

### Classifica finale
|  | Pos. | Squadra                  | Pt | G  | V  | N  | P  | GF | GS | DR  |
|  | ---- | ------------------------ | -- | -- | -- | -- | -- | -- | -- | --- |
|  | 1.   | Union Berlino            | 77 | 34 | 23 | 8  | 3  | 53 | 23 | +30 |
|  | 2.   | Dresdner SC              | 60 | 34 | 17 | 9  | 8  | 65 | 30 | +35 |
|  | 3.   | Erzgebirge Aue           | 60 | 34 | 18 | 6  | 10 | 59 | 40 | +19 |
|  | 4.   | Carl Zeiss Jena          | 58 | 34 | 16 | 10 | 8  | 53 | 35 | +18 |
|  | 5.   | Babelsberg               | 57 | 34 | 16 | 9  | 9  | 57 | 40 | +17 |
|  | 6.   | Sachsen Lipsia           | 57 | 34 | 16 | 9  | 9  | 46 | 34 | +12 |
|  | 7.   | Rot-Weiß Erfurt          | 57 | 34 | 17 | 6  | 11 | 39 | 41 | -2  |
|  | 8.   | Dinamo Dresda            | 52 | 34 | 13 | 13 | 8  | 44 | 34 | +10 |
|  | 9.   | VfB Lipsia               | 49 | 34 | 14 | 7  | 13 | 43 | 36 | +7  |
|  | 10.  | Magdeburgo               | 47 | 34 | 13 | 8  | 13 | 64 | 44 | +20 |
|  | 11.  | Hertha Berlino II        | 43 | 34 | 12 | 7  | 15 | 42 | 55 | -13 |
|  | 12.  | Eisenhüttenstädter Stahl | 40 | 34 | 11 | 7  | 16 | 40 | 61 | -21 |
|  | 13.  | Plauen                   | 35 | 34 | 9  | 8  | 17 | 39 | 51 | -12 |
|  | 14.  | VfL Halle 1896           | 35 | 34 | 9  | 8  | 17 | 35 | 65 | -30 |
|  | 15.  | TeBe Berlino II          | 34 | 34 | 10 | 4  | 20 | 53 | 70 | -17 |
|  | 16.  | Lok Stendal              | 34 | 34 | 9  | 7  | 18 | 38 | 60 | -22 |
|  | 17.  | BFC Dynamo               | 28 | 34 | 7  | 7  | 20 | 39 | 56 | -17 |
|  | 18.  | Zwickau                  | 25 | 34 | 6  | 7  | 21 | 33 | 67 | -34 |

Legenda:
      Promosso in 2. Bundesliga 2000-2001.
  Ammesse ai play-off o ai play-out.
      Retrocessi in Oberliga 2000-2001.
Regolamento:
Tre punti a vittoria, uno a pareggio, zero a sconfitta.
In caso di arrivo di due o più squadre a pari punti, la graduatoria finale verrà stilata secondo la classifica avulsa tra le squadre interessate che prevede, in ordine, i seguenti criteri:
- Punti negli scontri diretti
- Differenza reti negli scontri diretti
- Differenza reti generale
- Reti realizzate in generale
- Sorteggio

### Tabellone
Ogni riga indica i risultati casalinghi della squadra segnata a inizio della riga, contro le squadre segnate colonna per colonna (che invece avranno giocato l'incontro in trasferta). Al contrario, leggendo la colonna di una squadra si avranno i risultati ottenuti dalla stessa in trasferta, contro le squadre segnate in ogni riga, che invece avranno giocato l'incontro in casa.
|                          | Bab  | Car  | Din  | Din  | Dre  | Eis  | Erz  | Hal  | Her  | Lok  | Mag  | Pla  | Rot  | Sac  | TeB  | Uni  | VfB  | Zwi  |
| ------------------------ | ---- | ---- | ---- | ---- | ---- | ---- | ---- | ---- | ---- | ---- | ---- | ---- | ---- | ---- | ---- | ---- | ---- | ---- |
| Babelsberg               | –––– | 1-1  | 0-2  | 1-0  | 0-0  | 3-2  | 2-2  | 9-1  | 4-0  | 2-0  | 2-3  | 2-1  | 1-1  | 2-0  | 3-2  | 0-1  | 3-1  | 0-0  |
| Carl Zeiss Jena          | 1-2  | –––– | 1-1  | 3-0  | 0-0  | 2-0  | 2-1  | 1-1  | 3-1  | 2-1  | 3-2  | 0-0  | 1-1  | 0-0  | 2-1  | 0-1  | 2-2  | 2-1  |
| Dinamo Berlino           | 1-3  | 0-2  | –––– | 1-0  | 0-0  | 3-0  | 0-1  | 2-0  | 4-1  | 0-3  | 0-2  | 1-0  | 1-2  | 0-0  | 1-2  | 0-3  | 2-3  | 6-1  |
| Dinamo Dresda            | 0-1  | 1-0  | 1-1  | –––– | 2-2  | 1-1  | 1-1  | 3-1  | 2-3  | 1-1  | 1-0  | 1-0  | 2-0  | 0-1  | 1-1  | 3-0  | 2-1  | 1-0  |
| Dresdner                 | 5-0  | 2-1  | 2-1  | 2-2  | –––– | 3-1  | 0-0  | 3-0  | 1-1  | 2-0  | 1-1  | 5-0  | 2-0  | 4-0  | 2-1  | 1-2  | 0-2  | 6-0  |
| Eisenhuttenstadter Stahl | 0-2  | 2-1  | 1-0  | 4-1  | 0-5  | –––– | 0-4  | 1-2  | 2-0  | 2-1  | 1-1  | 1-0  | 2-0  | 1-0  | 2-2  | 0-1  | 1-2  | 1-0  |
| Erzgebirge Aue           | 1-1  | 1-2  | 1-0  | 1-1  | 4-0  | 4-0  | –––– | 1-0  | 2-1  | 2-3  | 1-3  | 3-0  | 2-0  | 4-2  | 2-0  | 2-1  | 2-0  | 3-1  |
| Halle 96                 | 0-1  | 0-6  | 0-0  | 1-3  | 0-3  | 1-1  | 1-3  | –––– | 0-1  | 3-1  | 2-2  | 3-1  | 4-3  | 0-2  | 0-5  | 1-1  | 2-1  | 4-2  |
| Hertha Berlino II        | 0-0  | 1-1  | 3-1  | 1-1  | 1-1  | 1-0  | 2-0  | 0-1  | –––– | 1-1  | 0-2  | 2-1  | 2-1  | 1-1  | 3-2  | 0-1  | 0-2  | 4-1  |
| Lok Stendal              | 1-0  | 1-4  | 5-3  | 1-1  | 0-3  | 1-1  | 2-1  | 1-0  | 2-0  | –––– | 1-4  | 0-1  | 1-1  | 2-3  | 3-0  | 1-1  | 0-1  | 0-2  |
| Magdeburgo               | 1-4  | 2-3  | 1-1  | 1-2  | 0-3  | 4-0  | 1-2  | 1-1  | 3-0  | 8-1  | –––– | 0-0  | 3-1  | 0-0  | 6-1  | 1-2  | 0-1  | 2-2  |
| Plauen                   | 2-2  | 1-1  | 2-1  | 1-1  | 3-1  | 2-5  | 3-1  | 1-2  | 5-0  | 2-1  | 0-2  | –––– | 0-1  | 2-2  | 1-0  | 0-1  | 2-1  | 2-0  |
| Rot Weiss Erfurt         | 1-1  | 2-0  | 1-0  | 2-1  | 1-0  | 1-0  | 2-1  | 1-0  | 1-0  | 1-0  | 1-0  | 1-0  | –––– | 2-1  | 3-2  | 0-1  | 1-0  | 2-1  |
| Sachsen Lipsia           | 2-1  | 0-1  | 2-1  | 0-0  | 1-0  | 4-4  | 4-0  | 1-0  | 1-2  | 2-0  | 2-0  | 2-1  | 3-0  | –––– | 1-2  | 0-0  | 2-0  | 2-0  |
| TeBe Berlino II          | 0-2  | 3-1  | 7-3  | 0-2  | 1-4  | 2-3  | 2-3  | 1-1  | 1-3  | 0-2  | 1-3  | 2-2  | 3-2  | 0-2  | –––– | 0-2  | 3-1  | 1-0  |
| Union Berlino            | 4-1  | 2-0  | 2-1  | 1-1  | 1-0  | 3-1  | 1-1  | 2-2  | 1-0  | 2-0  | 3-2  | 1-0  | 3-0  | 1-1  | 1-2  | –––– | 0-0  | 3-0  |
| VfB Lipsia               | 2-0  | 1-2  | 3-0  | 0-2  | 4-0  | 0-0  | 0-1  | 1-0  | 2-1  | 3-0  | 1-0  | 2-2  | 2-2  | 0-1  | 2-0  | 2-3  | –––– | 0-0  |
| Zwickau                  | 2-1  | 0-2  | 1-1  | 0-3  | 0-2  | 4-0  | 2-1  | 0-1  | 4-6  | 1-1  | 0-3  | 3-1  | 1-1  | 3-1  | 1-3  | 0-1  | 0-0  | –––– |

### Classifica marcatori
| Gol | Rigori |  | Giocatore       | Squadra           |
| --- | ------ |  | --------------- | ----------------- |
| 16  | 0      |  | Hendryk Lau     | Babelsberg        |
| 13  | 1      |  | Jörg Kirsten    | Erzgebirge Aue    |
| 12  | 1      |  | Harun Isa       | Erzgebirge Aue    |
| 12  | 2      |  | Sven Kretschmer | Hertha Berlino II |
| 12  | 1      |  | Steffen Menze   | Union Berlino     |
| 12  | 0      |  | Rocco Milde     | Dresdner, Zwickau |

## Regionalliga ovest

### Squadre partecipanti
| Club                 | Stagione | Città          | Stadio                                                             | Stagione precedente                |
| -------------------- | -------- | -------------- | ------------------------------------------------------------------ | ---------------------------------- |
| Bayer Leverkusen II  | dettagli | Leverkusen     | Ulrich-Haberland-Stadion                                           | 9° in Regionalliga ovest-sudovest  |
| Bochum II            | dettagli | Bochum         | Lohrheidestadion                                                   | 1° in Oberliga Westfalia           |
| Borussia Dortmund II | dettagli | Dortmund       | Stadio Rote Erde                                                   | 14° in Regionalliga ovest-sudovest |
| Eintracht Treviri    | dettagli | Treviri        | Moselstadion                                                       | 2° in Regionalliga ovest-sudovest  |
| Elversberg           | dettagli | Elversberg     | Waldstadion an der Keiserlinde                                     | 12° in Regionalliga ovest-sudovest |
| Fortuna Düsseldorf   | dettagli | Düsseldorf     | Rheinstadion                                                       | 18° in 2. Bundesliga               |
| Idar-Oberstein       | dettagli | Idar-Oberstein | Sportanlage Im Haag                                                | 2° in Oberliga sudovest            |
| Kaiserslautern II    | dettagli | Kaiserslautern | Fritz-Walter-Stadion - Platz 4 Fritz-Walter-Stadion Südweststadion | 11° in Regionalliga ovest-sudovest |
| LR Ahlen             | dettagli | Ahlen          | Wersestadion                                                       | 6° in Regionalliga ovest-sudovest  |
| Paderborn            | dettagli | Paderborn      | Hermann-Löns-Stadion                                               | 7° in Regionalliga ovest-sudovest  |
| Pirmasens            | dettagli | Pirmasens      | Städtisches Stadion                                                | 1° in Oberliga sudovest            |
| Preußen Münster      | dettagli | Münster        | Preußenstadion                                                     | 4° in Regionalliga ovest-sudovest  |
| Rot-Weiss Essen      | dettagli | Essen          | Georg-Melches-Stadion                                              | 1° in Oberliga Renania             |
| Saarbrücken          | dettagli | Saarbrücken    | Ludwigsparkstadion                                                 | 5° in Regionalliga ovest-sudovest  |
| Salmrohr             | dettagli | Salmtal        | Salmtalstadion                                                     | 15° in Regionalliga ovest-sudovest |
| Siegen               | dettagli | Siegen         | Leimbachstadion                                                    | 3° in Regionalliga ovest-sudovest  |
| Uerdingen 05         | dettagli | Krefeld        | Grotenburg Stadion                                                 | 16° in 2. Bundesliga               |
| Verl                 | dettagli | Verl           | Stadion an der Poststraße                                          | 10° in Regionalliga ovest-sudovest |
| Wattenscheid 09      | dettagli | Bochum         | Lohrheidestadion                                                   | 17° in 2. Bundesliga               |

### Classifica finale
|  | Pos. | Squadra              | Pt | G  | V  | N  | P  | GF | GS | DR  |
|  | ---- | -------------------- | -- | -- | -- | -- | -- | -- | -- | --- |
|  | 1.   | Saarbrücken          | 77 | 36 | 23 | 8  | 5  | 69 | 22 | +47 |
|  | 2.   | LR Ahlen             | 71 | 36 | 21 | 8  | 7  | 82 | 32 | +50 |
|  | 3.   | Siegen               | 67 | 36 | 20 | 7  | 9  | 61 | 42 | +19 |
|  | 4.   | Wattenscheid 09      | 63 | 36 | 18 | 9  | 9  | 72 | 42 | +30 |
|  | 5.   | Eintracht Treviri    | 60 | 36 | 17 | 9  | 10 | 54 | 47 | +7  |
|  | 6.   | Fortuna Düsseldorf   | 53 | 36 | 13 | 14 | 9  | 53 | 35 | +18 |
|  | 7.   | Rot-Weiss Essen      | 52 | 36 | 14 | 10 | 12 | 55 | 46 | +9  |
|  | 8.   | Preußen Münster      | 50 | 36 | 14 | 8  | 14 | 50 | 54 | -4  |
|  | 9.   | Verl                 | 49 | 36 | 12 | 13 | 11 | 49 | 44 | +5  |
|  | 10.  | Borussia Dortmund II | 49 | 36 | 12 | 13 | 11 | 42 | 40 | +2  |
|  | 11.  | Uerdingen 05         | 48 | 36 | 13 | 9  | 14 | 52 | 52 | 0   |
|  | 12.  | Elversberg           | 48 | 36 | 13 | 9  | 14 | 49 | 49 | 0   |
|  | 13.  | Paderborn            | 48 | 36 | 13 | 9  | 14 | 47 | 47 | 0   |
|  | 14.  | Kaiserslautern II    | 48 | 36 | 13 | 9  | 14 | 49 | 55 | -6  |
|  | 15.  | Bochum II            | 40 | 36 | 11 | 7  | 18 | 57 | 69 | -12 |
|  | 16.  | Bayer Leverkusen II  | 38 | 36 | 8  | 14 | 14 | 45 | 52 | -7  |
|  | 17.  | Pirmasens            | 33 | 36 | 9  | 6  | 21 | 38 | 75 | -37 |
|  | 18.  | Idar-Oberstein       | 31 | 36 | 8  | 7  | 21 | 25 | 78 | -53 |
|  | 19.  | Salmrohr             | 16 | 36 | 5  | 1  | 30 | 19 | 87 | -68 |

Legenda:
      Promosso in 2. Bundesliga 2000-2001.
  Ammesse ai play-off o ai play-out.
      Retrocessi in Oberliga 2000-2001.
Regolamento:
Tre punti a vittoria, uno a pareggio, zero a sconfitta.
In caso di arrivo di due o più squadre a pari punti, la graduatoria finale verrà stilata secondo la classifica avulsa tra le squadre interessate che prevede, in ordine, i seguenti criteri:
- Punti negli scontri diretti
- Differenza reti negli scontri diretti
- Differenza reti generale
- Reti realizzate in generale
- Sorteggio

### Tabellone
Ogni riga indica i risultati casalinghi della squadra segnata a inizio della riga, contro le squadre segnate colonna per colonna (che invece avranno giocato l'incontro in trasferta). Al contrario, leggendo la colonna di una squadra si avranno i risultati ottenuti dalla stessa in trasferta, contro le squadre segnate in ogni riga, che invece avranno giocato l'incontro in casa.
|                      | Bay  | Boc  | Bor  | Ein  | Elv  | For  | Ida  | Kai  | LR   | Pad  | Pir  | Pre  | Rot  | Saa  | Sal  | Sie  | Uer  | Ver  | Wat  |
| -------------------- | ---- | ---- | ---- | ---- | ---- | ---- | ---- | ---- | ---- | ---- | ---- | ---- | ---- | ---- | ---- | ---- | ---- | ---- | ---- |
| Bayer Leverkusen II  | –––– | 1-2  | 0-0  | 1-1  | 0-3  | 1-0  | 2-0  | 2-2  | 1-3  | 0-3  | 1-2  | 0-1  | 5-2  | 0-1  | 6-1  | 5-3  | 0-2  | 2-2  | 1-1  |
| Bochum II            | 0-3  | –––– | 2-0  | 0-2  | 4-1  | 1-2  | 0-1  | 1-6  | 2-1  | 1-4  | 3-2  | 3-3  | 2-0  | 0-2  | 4-0  | 0-1  | 1-3  | 1-3  | 1-3  |
| Borussia Dortmund II | 0-0  | 1-5  | –––– | 3-0  | 0-0  | 2-0  | 1-2  | 3-0  | 1-3  | 3-0  | 0-0  | 1-0  | 1-1  | 0-0  | 2-0  | 2-2  | 3-0  | 1-1  | 0-1  |
| Eintracht Trier      | 2-2  | 2-2  | 4-2  | –––– | 1-0  | 2-0  | 0-1  | 1-1  | 0-4  | 4-1  | 2-1  | 1-1  | 2-0  | 1-0  | 2-0  | 5-1  | 1-0  | 1-2  | 3-2  |
| Elversberg           | 2-0  | 0-0  | 0-1  | 0-0  | –––– | 0-0  | 5-0  | 1-1  | 3-2  | 2-1  | 8-2  | 0-0  | 1-1  | 0-5  | 4-0  | 0-2  | 2-1  | 0-3  | 1-2  |
| Fortuna Düsseldorf   | 0-0  | 3-0  | 2-2  | 1-1  | 1-3  | –––– | 3-0  | 2-4  | 1-0  | 0-0  | 5-1  | 2-3  | 3-0  | 0-0  | 8-0  | 0-0  | 1-1  | 2-0  | 3-1  |
| Idar Oberstein       | 1-0  | 3-2  | 1-1  | 1-1  | 0-1  | 1-1  | –––– | 0-0  | 1-4  | 0-3  | 1-0  | 1-1  | 0-3  | 1-1  | 1-2  | 0-4  | 1-4  | 0-2  | 2-4  |
| Kaiserslautern II    | 0-0  | 0-4  | 2-0  | 0-1  | 2-0  | 1-1  | 0-1  | –––– | 1-3  | 3-2  | 2-0  | 0-1  | 3-2  | 0-3  | 3-2  | 1-2  | 1-1  | 2-1  | 1-1  |
| LR Ahlen             | 0-0  | 1-1  | 1-0  | 5-1  | 1-0  | 0-0  | 5-0  | 5-0  | –––– | 3-1  | 3-0  | 3-0  | 3-3  | 4-2  | 4-0  | 0-1  | 3-2  | 2-2  | 3-1  |
| Paderborn            | 2-2  | 1-1  | 0-2  | 2-1  | 2-2  | 0-1  | 2-0  | 0-1  | 0-0  | –––– | 1-1  | 3-1  | 2-1  | 2-0  | 3-0  | 2-1  | 1-0  | 0-0  | 1-2  |
| Pirmasens            | 2-2  | 2-1  | 0-3  | 0-2  | 3-0  | 0-4  | 4-1  | 3-1  | 0-3  | 0-1  | –––– | 0-0  | 2-2  | 0-1  | 2-1  | 1-3  | 2-0  | 1-1  | 2-3  |
| Preussen Münster     | 3-3  | 4-1  | 3-4  | 0-1  | 2-1  | 1-2  | 2-0  | 1-2  | 0-2  | 2-1  | 2-0  | –––– | 1-0  | 1-0  | 3-0  | 2-1  | 2-2  | 4-1  | 2-3  |
| Rot Weiss Essen      | 3-0  | 3-1  | 2-0  | 2-3  | 0-0  | 3-0  | 3-1  | 2-0  | 0-0  | 2-2  | 2-1  | 4-1  | –––– | 1-1  | 2-0  | 0-2  | 1-0  | 2-1  | 1-1  |
| Saarbrücken          | 3-0  | 3-2  | 5-0  | 2-1  | 2-0  | 1-1  | 1-0  | 2-1  | 2-1  | 3-0  | 4-0  | 3-0  | 2-1  | –––– | 2-0  | 4-0  | 2-2  | 2-0  | 1-1  |
| Salmrohr             | 0-1  | 1-2  | 1-2  | 0-3  | 3-1  | 1-1  | 0-2  | 0-1  | 0-4  | 1-2  | 0-1  | 2-1  | 1-0  | 0-4  | –––– | 0-3  | 1-2  | 1-0  | 1-4  |
| Siegen               | 1-3  | 1-1  | 1-0  | 3-1  | 1-3  | 1-1  | 5-0  | 2-1  | 0-0  | 1-0  | 2-1  | 2-0  | 3-0  | 1-0  | 1-0  | –––– | 2-2  | 3-0  | 0-3  |
| Uerdingen            | 1-0  | 3-3  | 1-1  | 3-1  | 1-2  | 2-1  | 4-0  | 1-4  | 1-0  | 1-1  | 1-2  | 1-2  | 0-3  | 1-3  | 2-0  | 2-1  | –––– | 0-1  | 2-1  |
| Verl                 | 0-0  | 1-3  | 0-0  | 0-0  | 4-1  | 2-0  | 1-1  | 3-1  | 1-5  | 3-1  | 3-0  | 4-0  | 1-1  | 0-0  | 2-0  | 0-2  | 1-1  | –––– | 1-2  |
| Wattenscheid         | 3-1  | 2-0  | 0-0  | 4-0  | 1-2  | 0-1  | 6-0  | 1-1  | 4-1  | 2-0  | 6-0  | 0-0  | 0-2  | 0-2  | 2-0  | 2-2  | 1-2  | 2-2  | –––– |

### Classifica marcatori
| Gol | Rigori |  | Giocatore       | Squadra             |
| --- | ------ |  | --------------- | ------------------- |
| 23  | 3      |  | Marius Ebbers   | Wattenscheid        |
| 22  | 1      |  | Daniel Teixeira | Uerdingen           |
| 21  | 1      |  | Mario Krohm     | LR Ahlen            |
| 20  | 1      |  | Sambo Choji     | Saarbrücken         |
| 16  | 2      |  | Marek Czakon    | Elversberg          |
| 16  | 0      |  | Ersin Demir     | Bayer Leverkusen II |
| 16  | 0      |  | Sascha Wolf     | Rot Weiss Essen     |

## Regionalliga sud

### Squadre partecipanti
| Club                   | Stagione | Città                | Stadio                                                      | Stagione precedente              |
| ---------------------- | -------- | -------------------- | ----------------------------------------------------------- | -------------------------------- |
| Aalen                  | dettagli | Aalen                | Städtisches Waldstadion                                     | 1° in Oberliga Baden-Württemberg |
| Augusta                | dettagli | Augusta              | Rosenaustadion                                              | 14° in Regionalliga sud          |
| Bayern Monaco II       | dettagli | Monaco di Baviera    | Grünwalder Stadion                                          | 8° in Regionalliga sud           |
| Borussia Fulda         | dettagli | Fulda                | Sportpark Johannisau                                        | 13° in Regionalliga sud          |
| Darmstadt              | dettagli | Darmstadt            | Stadion am Böllenfalltor                                    | 1° in Oberliga Assia             |
| Ditzingen              | dettagli | Ditzingen            | Stadion an der Lehmgrube                                    | 12° in Regionalliga sud          |
| FSV Francoforte        | dettagli | Francoforte sul Meno | Stadion am Bornheimer Hang                                  | 15° in Regionalliga sud          |
| Karlsruhe II           | dettagli | Karlsruhe            | Wildparkstadion - Platz 2                                   | 11° in Regionalliga sud          |
| Template:Calcio Lohhof | dettagli | Unterschleißheim     | Hans-Bayer-Stadion                                          | 1° in Bayernliga                 |
| Monaco 1860 II         | dettagli | Monaco di Baviera    | Grünwalder Stadion                                          | 9° in Regionalliga sud           |
| Pfullendorf            | dettagli | Pfullendorf          | Stadion an der Kreuzeiche Waldstadion an der Kasernenstraße | 16° in Regionalliga sud          |
| Quelle Fürth           | dettagli | Fürth                | Gustav-Schickedanz-Stadion                                  | 2° in Bayernliga                 |
| Reutlingen             | dettagli | Reutlingen           | Stadion an der Kreuzeiche                                   | 3° in Regionalliga sud           |
| Schweinfurt 05         | dettagli | Schweinfurt          | Willy-Sachs-Stadion                                         | 5° in Regionalliga sud           |
| Stoccarda II           | dettagli | Stoccarda            | Robert-Schlienz-Stadion                                     | 4° in Regionalliga sud           |
| VfR Mannheim           | dettagli | Mannheim             | Rhein-Neckar-Stadion                                        | 10° in Regionalliga sud          |
| Wacker Burghausen      | dettagli | Burghausen           | Stadion an der Liebigstraße                                 | 7° in Regionalliga sud           |
| Wehen                  | dettagli | Taunusstein          | Am Halberg                                                  | 6° in Regionalliga sud           |

### Classifica finale
|  | Pos. | Squadra           | Pt | G  | V  | N  | P  | GF  | GS  | DR  |
|  | ---- | ----------------- | -- | -- | -- | -- | -- | --- | --- | --- |
|  | 1.   | Reutlingen        | 87 | 34 | 28 | 3  | 3  | 102 | 25  | +77 |
|  | 2.   | Pfullendorf       | 61 | 34 | 18 | 7  | 9  | 57  | 36  | +21 |
|  | 3.   | VfR Mannheim      | 57 | 34 | 15 | 12 | 7  | 61  | 55  | +6  |
|  | 4.   | Wacker Burghausen | 55 | 34 | 15 | 10 | 9  | 57  | 42  | +15 |
|  | 5.   | Bayern Monaco II  | 51 | 34 | 15 | 6  | 13 | 64  | 58  | +6  |
|  | 6.   | Stoccarda II      | 50 | 34 | 12 | 14 | 8  | 51  | 34  | +17 |
|  | 7.   | Monaco 1860 II    | 48 | 34 | 12 | 12 | 10 | 48  | 38  | +10 |
|  | 8.   | Augusta           | 46 | 34 | 12 | 10 | 12 | 43  | 43  | 0   |
|  | 9.   | Darmstadt         | 46 | 34 | 11 | 13 | 10 | 49  | 51  | -2  |
|  | 10.  | Aalen             | 46 | 34 | 12 | 10 | 12 | 51  | 54  | -3  |
|  | 11.  | Schweinfurt 05    | 45 | 34 | 14 | 3  | 17 | 47  | 54  | -7  |
|  | 12.  | Karlsruhe II      | 44 | 34 | 11 | 11 | 12 | 56  | 51  | +5  |
|  | 13.  | Wehen             | 43 | 34 | 11 | 10 | 13 | 46  | 52  | -6  |
|  | 14.  | FSV Francoforte   | 41 | 34 | 10 | 11 | 13 | 48  | 57  | -9  |
|  | 15.  | Ditzingen         | 36 | 34 | 8  | 12 | 14 | 46  | 55  | -9  |
|  | 16.  | Quelle Fürth      | 35 | 34 | 8  | 11 | 15 | 40  | 70  | -30 |
|  | 17.  | Borussia Fulda    | 31 | 34 | 6  | 13 | 15 | 40  | 57  | -17 |
|  | 18.  | Lohhof            | 10 | 34 | 2  | 4  | 28 | 29  | 103 | -74 |

Legenda:
      Promosso in 2. Bundesliga 2000-2001.
  Ammesse ai play-off o ai play-out.
      Retrocessi in Oberliga 2000-2001.
Regolamento:
Tre punti a vittoria, uno a pareggio, zero a sconfitta.
In caso di arrivo di due o più squadre a pari punti, la graduatoria finale verrà stilata secondo la classifica avulsa tra le squadre interessate che prevede, in ordine, i seguenti criteri:
- Punti negli scontri diretti
- Differenza reti negli scontri diretti
- Differenza reti generale
- Reti realizzate in generale
- Sorteggio

### Tabellone
Ogni riga indica i risultati casalinghi della squadra segnata a inizio della riga, contro le squadre segnate colonna per colonna (che invece avranno giocato l'incontro in trasferta). Al contrario, leggendo la colonna di una squadra si avranno i risultati ottenuti dalla stessa in trasferta, contro le squadre segnate in ogni riga, che invece avranno giocato l'incontro in casa.
|                   | Aal  | Aug  | Bay  | Bor  | Dar  | Dit  | FSV  | Kar  | Loh  | Mon  | Pfu  | Que  | Reu  | Sch  | Sto  | VfR  | Wac  | Weh  |
| ----------------- | ---- | ---- | ---- | ---- | ---- | ---- | ---- | ---- | ---- | ---- | ---- | ---- | ---- | ---- | ---- | ---- | ---- | ---- |
| Aalen             | –––– | 0-0  | 0-0  | 4-4  | 1-1  | 0-0  | 1-1  | 1-0  | 3-0  | 1-1  | 3-2  | 3-0  | 1-2  | 1-2  | 0-3  | 4-0  | 2-4  | 4-1  |
| Augusta           | 2-0  | –––– | 0-2  | 2-1  | 2-2  | 3-0  | 4-2  | 1-1  | 2-0  | 0-0  | 2-3  | 4-1  | 1-0  | 2-4  | 2-2  | 0-1  | 2-2  | 0-2  |
| Bayern Monaco II  | 3-2  | 3-0  | –––– | 7-1  | 1-2  | 2-1  | 5-2  | 0-1  | 4-2  | 1-3  | 1-0  | 3-0  | 0-3  | 2-0  | 1-6  | 2-2  | 1-1  | 5-0  |
| Borussia Fulda    | 4-1  | 0-0  | 1-0  | –––– | 0-0  | 3-1  | 1-2  | 2-2  | 2-1  | 0-1  | 1-3  | 1-1  | 0-1  | 0-2  | 2-1  | 0-0  | 0-1  | 1-1  |
| Darmstadt         | 1-3  | 0-3  | 3-1  | 3-1  | –––– | 2-4  | 1-0  | 0-0  | 1-1  | 0-3  | 3-1  | 1-1  | 2-1  | 3-0  | 0-0  | 1-1  | 2-2  | 0-0  |
| Ditzingen         | 2-2  | 1-3  | 0-0  | 1-1  | 2-4  | –––– | 2-2  | 1-2  | 6-1  | 1-0  | 2-0  | 4-1  | 0-2  | 0-2  | 2-2  | 1-1  | 0-0  | 3-0  |
| FSV Francoforte   | 2-2  | 3-0  | 2-3  | 0-1  | 3-2  | 3-2  | –––– | 2-0  | 4-2  | 1-1  | 0-1  | 1-0  | 0-5  | 1-1  | 0-2  | 2-2  | 2-1  | 0-0  |
| Karlsruhe II      | 1-2  | 1-1  | 1-2  | 1-1  | 1-2  | 1-1  | 1-1  | –––– | 3-0  | 0-2  | 3-2  | 6-0  | 0-5  | 1-2  | 2-1  | 3-3  | 1-1  | 1-2  |
| Lohhof            | 0-1  | 0-1  | 1-3  | 2-2  | 2-4  | 1-3  | 2-3  | 2-7  | –––– | 1-0  | 0-5  | 5-1  | 0-7  | 1-5  | 0-0  | 0-3  | 0-2  | 0-2  |
| Monaco 1860 II    | 0-1  | 2-0  | 4-3  | 2-1  | 0-0  | 1-1  | 1-2  | 1-1  | 2-2  | –––– | 1-0  | 4-0  | 0-2  | 3-0  | 1-0  | 1-1  | 3-3  | 1-1  |
| Pfullendorf       | 2-0  | 3-0  | 0-1  | 2-0  | 3-0  | 1-1  | 3-2  | 1-0  | 2-1  | 2-2  | –––– | 0-0  | 1-1  | 3-1  | 1-0  | 4-1  | 0-2  | 1-0  |
| Quelle Fürth      | 1-1  | 2-1  | 3-3  | 1-1  | 2-1  | 1-0  | 3-2  | 2-2  | 3-0  | 0-4  | 1-3  | –––– | 3-6  | 1-0  | 0-0  | 2-2  | 2-2  | 3-1  |
| Reutlingen        | 3-0  | 2-1  | 3-1  | 4-1  | 2-1  | 6-0  | 3-0  | 4-1  | 5-0  | 2-1  | 3-2  | 1-1  | –––– | 4-0  | 2-0  | 5-1  | 5-1  | 3-1  |
| Schweinfurt       | 1-2  | 2-0  | 4-1  | 2-1  | 3-0  | 1-2  | 1-1  | 1-2  | 2-0  | 1-0  | 0-0  | 1-3  | 1-0  | –––– | 2-3  | 3-2  | 0-1  | 1-2  |
| Stoccarda II      | 5-2  | 0-0  | 3-0  | 2-2  | 1-1  | 2-0  | 0-0  | 2-3  | 3-0  | 1-1  | 1-1  | 1-0  | 0-2  | 1-0  | –––– | 0-0  | 1-0  | 3-1  |
| VfR Mannheim      | 3-1  | 0-1  | 3-3  | 3-2  | 1-0  | 1-1  | 2-1  | 2-1  | 4-1  | 3-0  | 1-1  | 3-1  | 3-6  | 4-1  | 2-1  | –––– | 2-1  | 2-0  |
| Wacker Burghausen | 2-0  | 1-1  | 2-0  | 3-2  | 2-3  | 1-0  | 1-0  | 1-4  | 5-0  | 2-1  | 1-2  | 2-0  | 0-1  | 2-0  | 1-1  | 5-0  | –––– | 1-1  |
| Wehen             | 1-2  | 0-2  | 2-0  | 0-0  | 3-3  | 3-1  | 1-1  | 0-2  | 3-1  | 4-1  | 1-2  | 1-0  | 1-1  | 5-1  | 3-3  | 0-2  | 3-1  | –––– |

### Classifica marcatori
| Gol | Rigori |  | Giocatore      | Squadra           |
| --- | ------ |  | -------------- | ----------------- |
| 36  | 0      |  | Olivier Djappa | Reutlingen        |
| 18  | 0      |  | Neno Rogosic   | Aalen             |
| 17  | 4      |  | Marko Barlecaj | Pfullendorf       |
| 17  | 0      |  | Ivica Magdic   | Pfullendorf       |
| 16  | 0      |  | Zdenko Juric   | VfR Mannheim      |
| 16  | 0      |  | Sascha Maier   | Wacker Burghausen |

## Spareggi

### Spareggio promozione intergirone
|               | Risultati     |               | Luogo e data              |
| ------------- | ------------- | ------------- | ------------------------- |
| Union Berlino | 1-1           | Osnabrück     | Berlino, 28 maggio 2000   |
| Osnabrück     | 1-1 (8-7 dtr) | Union Berlino | Osnabrück, 1º giugno 2000 |
|               |               |               |                           |

### Triangolare promozione
|               | Risultati |               | Luogo e data                |
| ------------- | --------- | ------------- | --------------------------- |
| Pfullendorf   | 1-1       | LR Ahlen      | Pfullendorf, 1º giugno 2000 |
| Union Berlino | 3-1       | Pfullendorf   | Berlino, 6 giugno 2000      |
| LR Ahlen      | 2-1       | Union Berlino | Ahlen, 9 giugno 2000        |
|               |           |               |                             |

|  | Pos. | Squadra       | Pt | G | V | N | P | GF | GS | DR |
|  | ---- | ------------- | -- | - | - | - | - | -- | -- | -- |
|  | 1.   | LR Ahlen      | 4  | 2 | 1 | 1 | 0 | 3  | 2  | +1 |
|  | 2.   | Union Berlino | 3  | 2 | 1 | 0 | 1 | 4  | 3  | +1 |
|  | 3.   | Pfullendorf   | 1  | 2 | 0 | 1 | 1 | 2  | 4  | -2 |

### Spareggi promozione-retrocessione

#### nord
|               | Risultati |               | Luogo e data              |
| ------------- | --------- | ------------- | ------------------------- |
| Lüneburger    | 1-1       | Kickers Emden | Luneburgo, 10 giugno 2000 |
| Kickers Emden | 0-2       | Lüneburger    | Emden, 17 giugno 2000     |
|               |           |               |                           |

#### nordest
|                 | Risultati |                 | Luogo e data              |
| --------------- | --------- | --------------- | ------------------------- |
| Schönberg       | 1-0       | Rot-Weiß Erfurt | Schönberg, 11 giugno 2000 |
| Rot-Weiß Erfurt | 4-1       | Schönberg       | Erfurt, 17 giugno 2000    |
|                 |           |                 |                           |

#### ovest-sudovest
|                      | Risultati |                      | Luogo e data   |
| -------------------- | --------- | -------------------- | -------------- |
| Wuppertal            | 0-1       | Hüls                 | 4 giugno 2000  |
| Elversberg           | 3-0       | Borussia Neunkirchen | 4 giugno 2000  |
| Hüls                 | 1-2       | Elversberg           | 7 giugno 2000  |
| Borussia Neunkirchen | 0-5       | Wuppertal            | 7 giugno 2000  |
| Wuppertal            | 2-3       | Elversberg           | 18 giugno 2000 |
| Hüls                 | 3-0       | Borussia Neunkirchen | 18 giugno 2000 |
|                      |           |                      |                |

|  | Pos. | Squadra              | Pt | G | V | N | P | GF | GS | DR  |
|  | ---- | -------------------- | -- | - | - | - | - | -- | -- | --- |
|  | 1.   | Elversberg           | 9  | 3 | 3 | 0 | 0 | 8  | 3  | +5  |
|  | 2.   | Hüls                 | 6  | 3 | 2 | 0 | 1 | 5  | 2  | +3  |
|  | 3.   | Wuppertal            | 3  | 3 | 1 | 0 | 2 | 7  | 4  | +3  |
|  | 4.   | Borussia Neunkirchen | 0  | 3 | 0 | 0 | 3 | 0  | 11 | -11 |

#### sud
|                 | Risultati |                 | Luogo e data                        |
| --------------- | --------- | --------------- | ----------------------------------- |
| FSV Francoforte | 2-3       | Jahn Ratisbona  | Francoforte sul Meno, 8 giugno 2000 |
| Jahn Ratisbona  | 3-1       | FSV Francoforte | Ratisbona, 12 giugno 2000           |
|                 |           |                 |                                     |